# Neuenschmidten
Neuenschmidten ist neben Schlierbach, Udenhain, Hellstein, Spielberg und Streitberg einer der sechs Ortsteile der Gemeinde Brachttal im hessischen Main-Kinzig-Kreis und liegt südlich des Vogelsberges. Zu Neuenschmidten gehört auch der kleine, nordwestlich liegende Weiler Schächtelburg.

## Geographie

### Geografische Lage
Neuenschmidten liegt am südlichen Rande des Vogelsberges, im Tal der Bracht. In Neuenschmidten münden die beiden von der Spielberger Platte kommenden Nebenflüsse: der Spielberger Graben und der Streitberger Gießengrundbach in die Bracht. 

### Nachbarorte
Nachbarorte und Gemeinden im Uhrzeigersinn sind: die Ortsteile Hellstein und Udenhain, der Kernort Schlierbach, der Ortsteil Spielberg, der Wächtersbacher Ortsteil Leisenwald, der Ortsteil Streitberg und die Nachbargemeinde Kefenrod und nördlich die Nachbargemeinde Birstein.
| Streitberg, Kefenrod | Birstein                                    | Hellstein |
| Leisenwald           | Kompassrose, die auf Nachbargemeinden zeigt | Udenhain  |
| Spielberg            | Schlierbach                                 |           |

## Geschichte
Bereits 1390 gab es am Ort eine Waldschmiede, die im Besitz des vermutlich mit den Herren von Büdingen verwandten Herren von Lissberg lag. Das dort verarbeitete Erz kam aus der Schürfstelle „Schächtelburg“. Die älteste bekannte schriftliche Erwähnung von Neuenschmidten erfolgte im Jahr 1276 unter dem Namen „Hinder Schmitten“ in einem Verzeichnis der Grafschaft Isenburg-Büdingen.
Vom Mittelalter bis ins 19. Jahrhundert hatte der Ort Waldrecht (Holz- und Huterechte) im Büdinger Wald. Sie gehörte zum Herrschaftsbereich der Grafen von Isenburg.
Nördlich des Ortes wurde 1707–1714 von Gräfin Albertina Maria zu Ysenburg ein Hammerbetrieb gegründet. „Es entstand eine Eisenhütte mit Hochofen und Hammerwerken für den Gießereibetrieb“. Davon zeugt heute noch das Schloss Eisenhammer. Dieses trug zunächst den Namen Neue Schmiede, daher auch der Ortsname Neuenschmidten. Heute befindet sich dort außer dem Schloss noch ein kleines Wasserkraftwerk.
Zum 1. Juli 1970 entstand im Zuge der Gebietsreform in Hessen, durch den freiwilligen Zusammenschluss der bis dahin selbstständigen Gemeinden Schlierbach, Hellstein und Neuenschmidten, die neue Gemeinde Brachttal. Der Verwaltungssitz befindet sich in Schlierbach. Für Neuenschmidten, wie für alle eingegliederten ehemals eigenständigen Gemeinden von Brachttal, wurde ein Ortsbezirk mit Ortsbeirat und Ortsvorsteher nach der Hessischen Gemeindeordnung gebildet.

## Bevölkerung
Einwohnerstruktur 2011
Nach den Erhebungen des Zensus 2011 lebten am Stichtag, dem 9. Mai 2011, in Neuenschmidten 744 Einwohner. Darunter waren 21 (2,8 %) Ausländer. Nach dem Lebensalter waren 153 Einwohner unter 18 Jahren, 294 zwischen 18 und 49, 171 zwischen 50 und 64 und 129 Einwohner waren älter. Die Einwohner lebten in 324 Haushalten. Davon waren 90 Singlehaushalte, 78 Paare ohne Kinder und 114 Paare mit Kindern, sowie 36 Alleinerziehende und 6 Wohngemeinschaften. In 57 Haushalten lebten ausschließlich Senioren und in 228 Haushaltungen lebten keine Senioren.
Einwohnerentwicklung
- 1529: 10 Häuser[1]

| Neuenschmidten: Einwohnerzahlen von 1834 bis 2020 | Neuenschmidten: Einwohnerzahlen von 1834 bis 2020 | Neuenschmidten: Einwohnerzahlen von 1834 bis 2020 | Neuenschmidten: Einwohnerzahlen von 1834 bis 2020 | Neuenschmidten: Einwohnerzahlen von 1834 bis 2020 |
| --- | ------------------------------------------------- | ------------------------------------------------- | ------------------------------------------------- | ------------------------------------------------- |
| Jahr |                                                   |                                                   |                                                   | Einwohner                                         |
| 1834 | 1834                                              |                                                   | 285                                               | 285                                               |
| 1840 | 1840                                              |                                                   | 291                                               | 291                                               |
| 1846 | 1846                                              |                                                   | 345                                               | 345                                               |
| 1852 | 1852                                              |                                                   | 321                                               | 321                                               |
| 1858 | 1858                                              |                                                   | 313                                               | 313                                               |
| 1864 | 1864                                              |                                                   | 290                                               | 290                                               |
| 1871 | 1871                                              |                                                   | 279                                               | 279                                               |
| 1875 | 1875                                              |                                                   | 298                                               | 298                                               |
| 1885 | 1885                                              |                                                   | 321                                               | 321                                               |
| 1895 | 1895                                              |                                                   | 374                                               | 374                                               |
| 1905 | 1905                                              |                                                   | 384                                               | 384                                               |
| 1910 | 1910                                              |                                                   | 406                                               | 406                                               |
| 1925 | 1925                                              |                                                   | 473                                               | 473                                               |
| 1939 | 1939                                              |                                                   | 476                                               | 476                                               |
| 1946 | 1946                                              |                                                   | 649                                               | 649                                               |
| 1950 | 1950                                              |                                                   | 662                                               | 662                                               |
| 1956 | 1956                                              |                                                   | 622                                               | 622                                               |
| 1961 | 1961                                              |                                                   | 575                                               | 575                                               |
| 1967 | 1967                                              |                                                   | 606                                               | 606                                               |
| 1970 | 1970                                              |                                                   | 602                                               | 602                                               |
| 1980 | 1980                                              |                                                   | ?                                                 | ?                                                 |
| 1990 | 1990                                              |                                                   | ?                                                 | ?                                                 |
| 2000 | 2000                                              |                                                   | ?                                                 | ?                                                 |
| 2011 | 2011                                              |                                                   | 744                                               | 744                                               |
| 2020 | 2020                                              |                                                   | 738                                               | 738                                               |
| Datenquelle: Historisches Gemeindeverzeichnis für Hessen: Die Bevölkerung der Gemeinden 1834 bis 1967. Wiesbaden: Hessisches Statistisches Landesamt, 1968. Weitere Quellen: LAGIS; Zensus 2011 |                                                   |                                                   |                                                   |                                                   |

Historische Religionszugehörigkeit
| • 1885: | 312 evangelische (= 97,20 %), 9 katholische (= 2,80 %) Einwohner   |
| • 1961: | 478 evangelische (= 83,13 %), 82 katholische (= 14,26 %) Einwohner |

## Politik
Ortsbeirat
Für Neuenschmidten besteht ein Ortsbezirk (Gebiete der ehemaligen Gemeinde Neuenschmidten) mit Ortsbeirat und Ortsvorsteher nach der Hessischen Gemeindeordnung.
Der Ortsbeirat besteht aus fünf Mitgliedern. Seit den Kommunalwahlen 2016 gehören ihm zwei Mitglieder der Freien Wähler, zwei Mitglieder der SPD und ein Mitglied der CDU an. Der derzeitige Ortsvorsteher ist Bernd Henkel.

## Infrastruktur und Wirtschaft

### Verkehrsanbindung

#### Straße
Durch den Ort führt die von Lohr kommende und über Birstein nach Mücke führende Bundesstraße 276 sowie die Landesstraße 3443, die eine Verbindung zu den Ortsteilen Hellstein und Udenhain herstellt. Der nächste Autobahnanschluss ist Bad Orb-Wächtersbach (AS 45) an der A 66 (Frankfurt–Fulda).

#### Bahn
Der nächste Bahnhof befindet sich in Wächtersbach an der Bahnstrecke Fulda–Frankfurt. Hier verkehrt die Regionalbahn, im Bereich Wächtersbach–Frankfurt im Stundentakt. Der Bahnhof ist behindertengerecht ausgebaut.

### Nahverkehr
Ganzjährig verkehren in Neuenschmidten mehrere Buslinien der KVG. Sie schaffen mit den Linien MKK 71, MKK 72 und MKK 73 öffentliche Verkehrsanschlüsse zu allen Ortsteilen der Gemeinde Brachttal, nach Wächtersbach mit der Kinzigtalbahn (Hessen) (Bahnhof Wächtersbach) sowie nach Bad Soden-Salmünster, weiterhin zum Bahnhof Gelnhausen. Es gilt der Tarif des Rhein-Main-Verkehrsverbundes.

### Bildung

#### Kindertagesstätte
Der Kindergarten Regenbogen im Ortsteil Neuenschmidten verfügt über drei Gruppen, in denen bis zu 55 Kinder ab 3 Jahren bis zum Schulbeginn betreut werden.

#### Schulen
Ende der 1950er Jahre kamen die damals noch unabhängige Gemeinden Neuenschmidten mit den Nachbargemeinden Hellstein und Schlierbach überein, eine größere „Zentralschule“ zu bauen. Die in den Orten vorhandenen „einklassigen Schulen waren in einem schlechten Zustand“. Die neue Schule lag genau an der Grenze zwischen Neuenschmidten und Schlierbach und wurde am 12. Januar 1961 eingeweiht. Schon bald (1966) erfolgte, wegen des raschen Wachstums der Schülerzahl eine erste Erweiterung; weitere folgten 1990 und 2003. Die Schule in Schlierbach entwickelte sich nach und nach von einer Schule mit Primar- und Sekundarstufe zu einer reinen Grundschule.
Die weiterführende Schule für Neuenschmidten, wie für die anderen Brachttaler Ortsteile ist die im Stadtzentrum Wächtersbachs befindliche kooperative Gesamtschule, die Friedrich-August-Genth-Schule. Sie sind mit Buslinien an dieses Schulzentrum angebunden.

### Mehrzweckhalle und Weiteres
Neuenschmidten verfügt über eine Reihe gemeinschaftlicher Einrichtungen. Dazu zählen eine Mehrzweckhalle, die Gemeinschaftsräume der Freiwilligen Feuerwehren, die „Alte Schule“, das „Backhaus“, „Alte Post“ Neuenschmidten und „Alter Konsum“ Neuenschmidten. In der Mehrzweckhalle befindet sich auch eine Gaststätte.
Neben der kommunalen Nutzung können die Einrichtungen auch für private Veranstaltungen aller Art, Familienfeiern, Präsentationen, Seminare und Ähnliches gebucht werden.

### Freiwillige Feuerwehr
Die Freiwillige Feuerwehr Neuenschmidten hat im Ort einen eigenen Stützpunkt. Gegründet wurde sie im Jahr 1883, im Jahr 2007 kam eine Jugendfeuerwehr und eine Bambinigruppe hinzu.
Die Einsatzabteilung besteht aktuell (2020) aus 23 aktiven Kameraden bzw. Kameradinnen, die Jugendfeuerwehr zählt 13 Personen, die Kindergruppe besteht aus 5 Kindern.
Die Einsatz- und Gefahrenschwerpunkte liegen, neben den traditionellen Aufgaben bei:
- der durch den Ort führenden Bundesstraße 276,
- der örtlichen Tankstelle,
- Schloss Eisenhammer.

## Kultur und Sehenswürdigkeiten

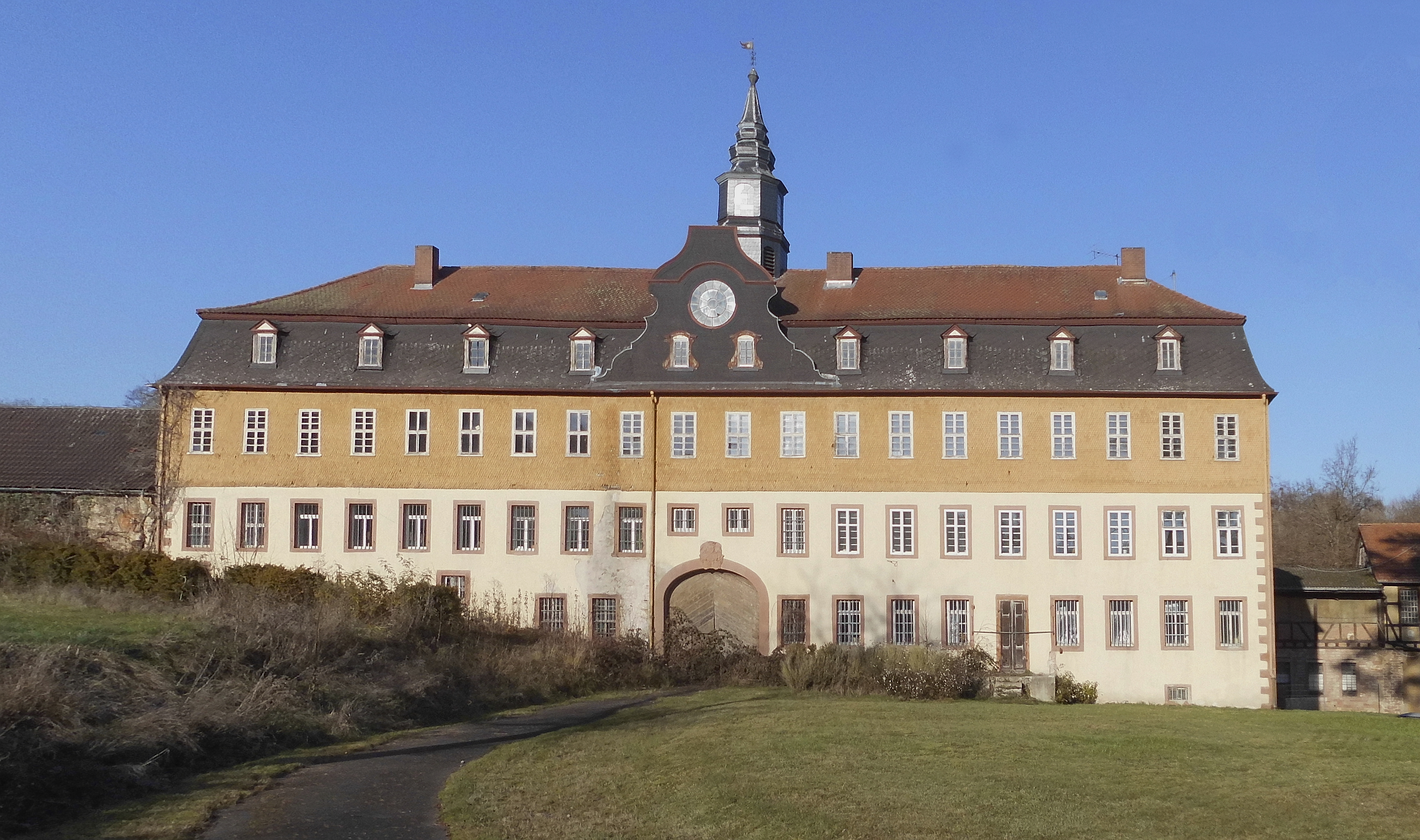
Eisenhammer, ehemaliges Jagdschloss, Verwaltungsgebäude der Eisenhütte und Möbelfabrik

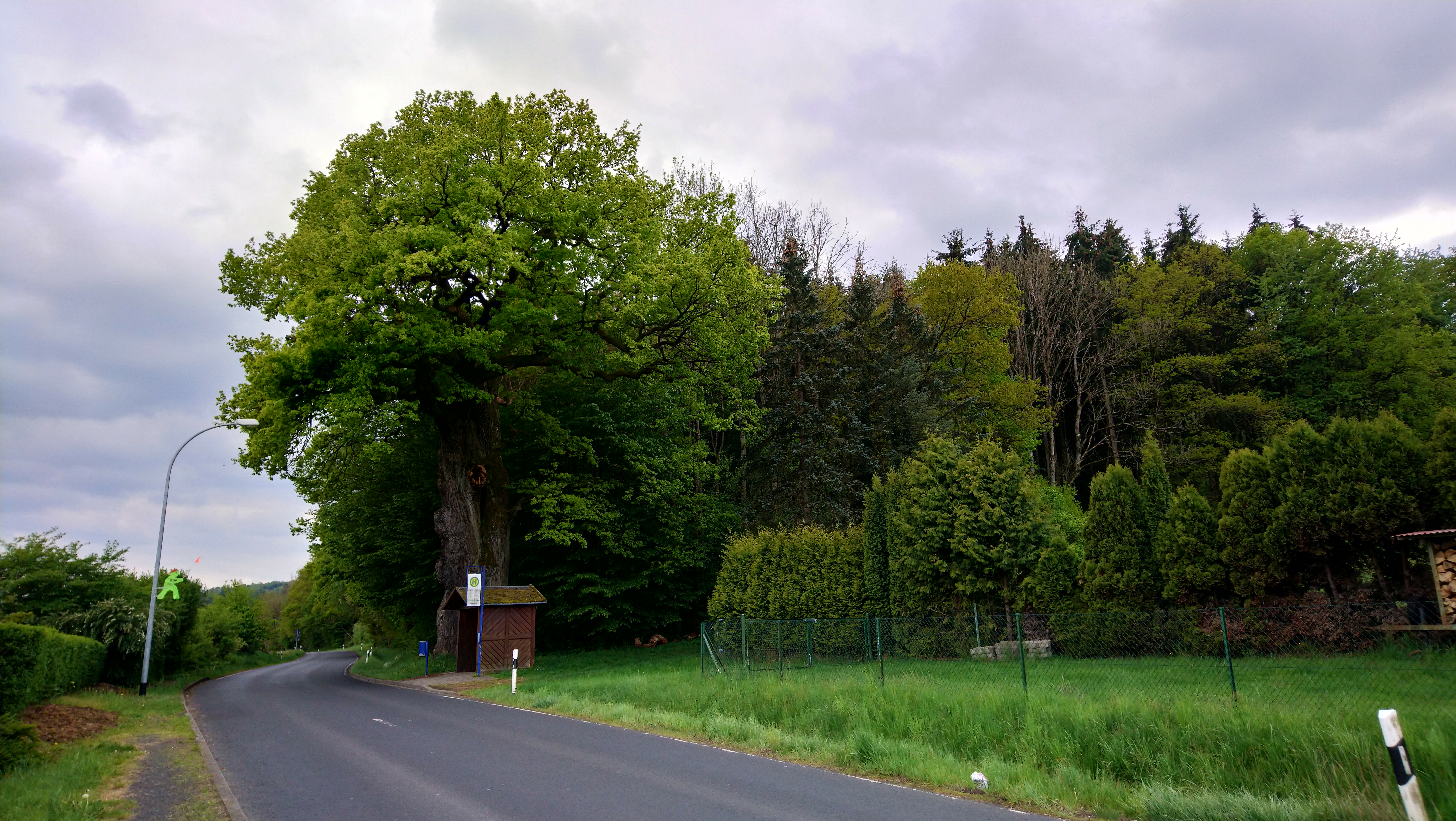
Naturdenkmal Tausendjährige Eiche

### Kulturdenkmäler
Siehe auch: Liste der Kulturdenkmäler in Brachttal-Neuenschmidten
- Schloss Eisenhammer, ehemaliges Jagdschloss der Grafen von Isenburg, Verwaltungsgebäude und Weiteres

### Naturdenkmäler
- Tausendjährige Eiche in der Nähe des Schlosses Eisenhammer, mit einem Brusthöhenumfang von 7,88 m (2014) gehört sie zu den dicksten Eichen in Deutschland.[17] Standort: 50° 19′ 9,9″ N, 9° 17′ 5,1″ O

### Sport und Freizeit

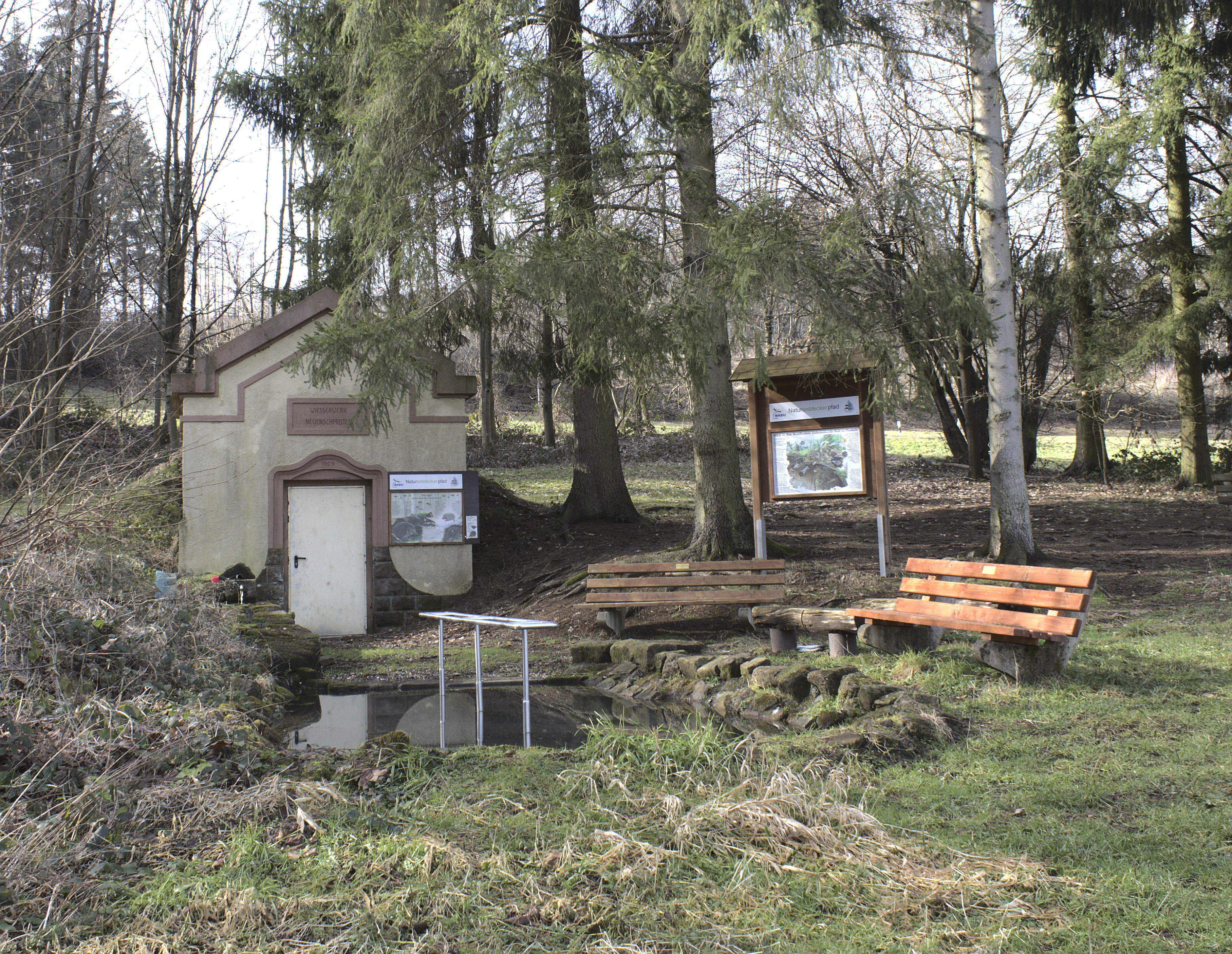
Öffentliche Kneippanlage

#### Wandern
- Der Rundweg „Wasser von Brachttal“ führt durch Neuenschmidten. Das Schloss Eisenhammer und die Tausendjährige Eiche sind beides Attraktionen des Rundweges, genauso wie eine ebenfalls in Neuenschmidten befindliche, öffentliche Kneippanlage (Standort: 50° 19′ 14,1″ N, 9° 16′ 53,2″ O).
- Durch Neuenschmidten führt auch eine der „Spessartfährten“: Brachttaler Steingut-Panorama. Es ist einer von neun Rundwanderwegen seiner Art und streift, bis auf Udenhain alle Ortsteile Brachttals. Der Wanderweg ist rund 12 km lang, wird als leicht eingestuft und berührt viele Sehenswürdigkeiten der Kommune[18].

#### Vereine
- In Neuenschmidten sind mehrere Sportvereine beheimatet, darunter der JSV Neuenschmidten[19], mehrfacher deutscher Meister im Einradfahren. Trainiert wird in der Mehrzweckhalle.
- Der Judo Club Neuenschmidten[20] trainiert ebenfalls in der Mehrzweckhalle.
- Zudem existiert ein Schützenverein, der in der Sportstätte zum Hasennest trainiert.
- Der Tischtennis-Verein TTV Brachttal, trägt seine Spiele in der Grundschule Brachttal aus.

### Unternehmen

#### Mühlen
- Schächtelburger Mühle

Neben dem Schürfen von Erz in Schächtelburg und dessen Verarbeitung gab es in Neuenschmidten auch immer schon das Müllerhandwerk. An einem von der Bracht abzweigenden Betriebsgraben lag die Schächtelburger Mühle. Erstmals wird sie 1390 als Waldschmiede „Schechirburg“ erwähnt. Mit zwei oberschlächtigen Wasserrädern ausgestattet, diente sie sowohl als Getreide-, als auch als Ölmühle. Sie arbeitete seit dem Mittelalter bis in die Neuzeit und überlebte auch den Dreißigjährigen Krieg unbeschadet.
Nach einem Zusammenbruch der Wasserräder infolge von Eislast 1920 wurden 2 Francis-Schachtturbinen eingebaut. 1963 erfolgte die Stilllegung der Mühle.
- Herrenmühle

Die etwas weiter flussabwärts gelegene Herrenmühle, auch Neumühle genannt, war ebenfalls zweigängig, mit je einem Mahl- und einem Schlaggang. In der Mitte des 17. Jahrhunderts war der Mühlarzt und Mühlenbesitzer von Schlierbach, Claus Eurich, auch gleichzeitig Pächter dieser Herrenmühle. „Die Mühle war zu dieser Zeit bereits Bannmühle für die Orte Neuenschmidten, Spielberg und Streitberg“. Gegen Ende des Dreißigjährigen Krieges, im September 1646 wurde sie von kaiserlichen und bayerischen Soldaten, ebenso wie die Wächtersbacher Mühlen, niedergebrannt. Mit Unterstützung des Grafen Ludwig Arnold zu Ysenburg und Büdingen
(1619–1662), baute Claus Eurich die Mühle innerhalb von 2 Jahren wieder auf.
- Dorfmühle

Die Dorfmühle ist die unterste der drei Mühlen in Neuenschmidten. „Wahrscheinlich hat sie bereits vor 1600 bestanden“. Ludwig Naumann, der Besitzer der Mühlen zu Beginn des 17. Jahrhunderts war gleichzeitig auch Pächter der Neumühle, zu der die Bewohner von Neuenschmidten die Bannpflicht hatten. In der Statistik über Mühlen für die Jahre 1910 – 1933 wird sie als Mahl- und Ölmühle mit zwei oberschlächtigen Wasserrädern geführt, die eine Betriebszeit von 300 Tagen pro Jahr aufwies.

#### Wind- und Wasserkraft
In Neuenschmidten hat die Firma Renertec-GmbH ihren Stammsitz. Sie ist in der Sparte regenerative Energiegewinnung tätig, vor allem in den Bereichen Wind- und Wasserkraft.

#### Sonstige Industrie
Die Firma Kühnast Strahlungstechnik GmbH hat im Januar 2017 ihren Sitz auf das Schloss-Gelände verlegt.

## Persönlichkeiten

### Mit dem Ort verbundene Persönlichkeiten
- Gräfin Albertine Maria zu Isenburg-Büdingen (* 1663; † 1711), geborene zu Sayn-Wittgenstein-Berleburg, die Ehefrau von Ferdinand Maximilian I. von Isenburg-Büdingen, gründete die Neue Schmiede in Neuenschmidten.
- Johann Wilhelm Schmidt, gräflicher Kammerrat der Isenburger zu Meerholz, erwarb 1722/23 den Schmiedebetrieb und errichtete das Schloss Eisenhammer im barocken Stil.